# Huidenvettershuis

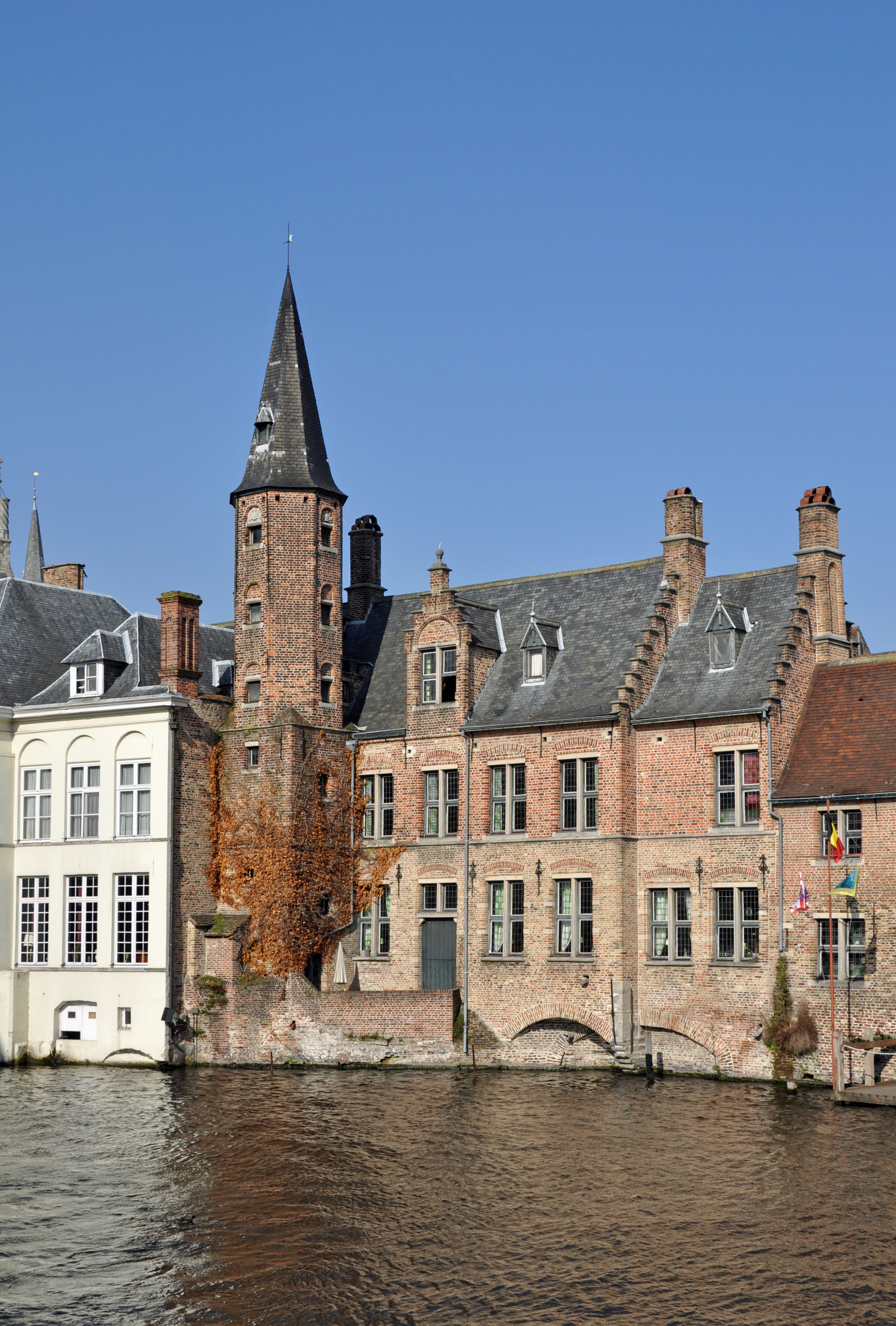
Het ambachtshuis van de Huidenvetters

Het Huidenvettershuis is een voormalig gildehuis in Brugge aan het Huidenvettersplein.
Palend aan de Rozenhoedkaai, bouwden de huidenvetters hun ambachtshuis, dat uit twee vleugels bestond. Het hoofdgebouw of noordvleugel werd in 1629 afgebroken en het jaar daarop vervangen door de nieuwbouw opgetrokken onder de leiding van de Brugse bouwmeester Jan De Smet. Het werd in 1912 grondig hersteld door architect Etienne Timmery, op basis van een schilderij uit de zeventiende eeuw. Sinds het midden van de negentiende eeuw was het gebouw in gebruik als vishandel en stokviswekerij. De uitbater was Henri Joseph Mestdagh (1820-1904), die werd opgevolgd door Henri Philippe Mestdagh (1858-1925) - De Backer, die op zijn beurt door zijn zoon Joseph Mestdagh (1889-ca. 1950) werd opgevolgd, die er tot begin de jaren 1950 handel dreef. Een andere zoon van Henri-Joseph, Germain Mestdagh (1873-1924), vestigde zich als vishandelaar in Châtelineau en zijn zoons deden de zaak uitgroeien tot een ensemble van kleinere warenhuizen, onder de naam Mestdagh Frères. 
Het gildehuis van de huidenvetters werd na de Tweede Wereldoorlog een tentoonstellingsruimte, tot het einde van de eeuw in gebruik door het Provinciaal Comité voor Kunstambachten en industriële Vormgeving van West-Vlaanderen. Nadien werd het ingepalmd door een horeca-activiteit.
De zuidgevel, die in 1665 werd gebouwd (of vernieuwd), werd in 1716 herbouwd door de Brugse metselaar Elias Feys. Dit deel van het gildehuis werd een kroeg, onder de naam Het Dreveken, tot het in de zaak van Henri Mestdagh werd ingelijfd.
Midden op het Huidenvettersplein staat een zuil met daarop twee kleine leeuwen. Volgens historicus Adolf Duclos hing aan de zuil vroeger een weegschaal waarop de huiden werden gewogen.